# Rafael Senet Pérez

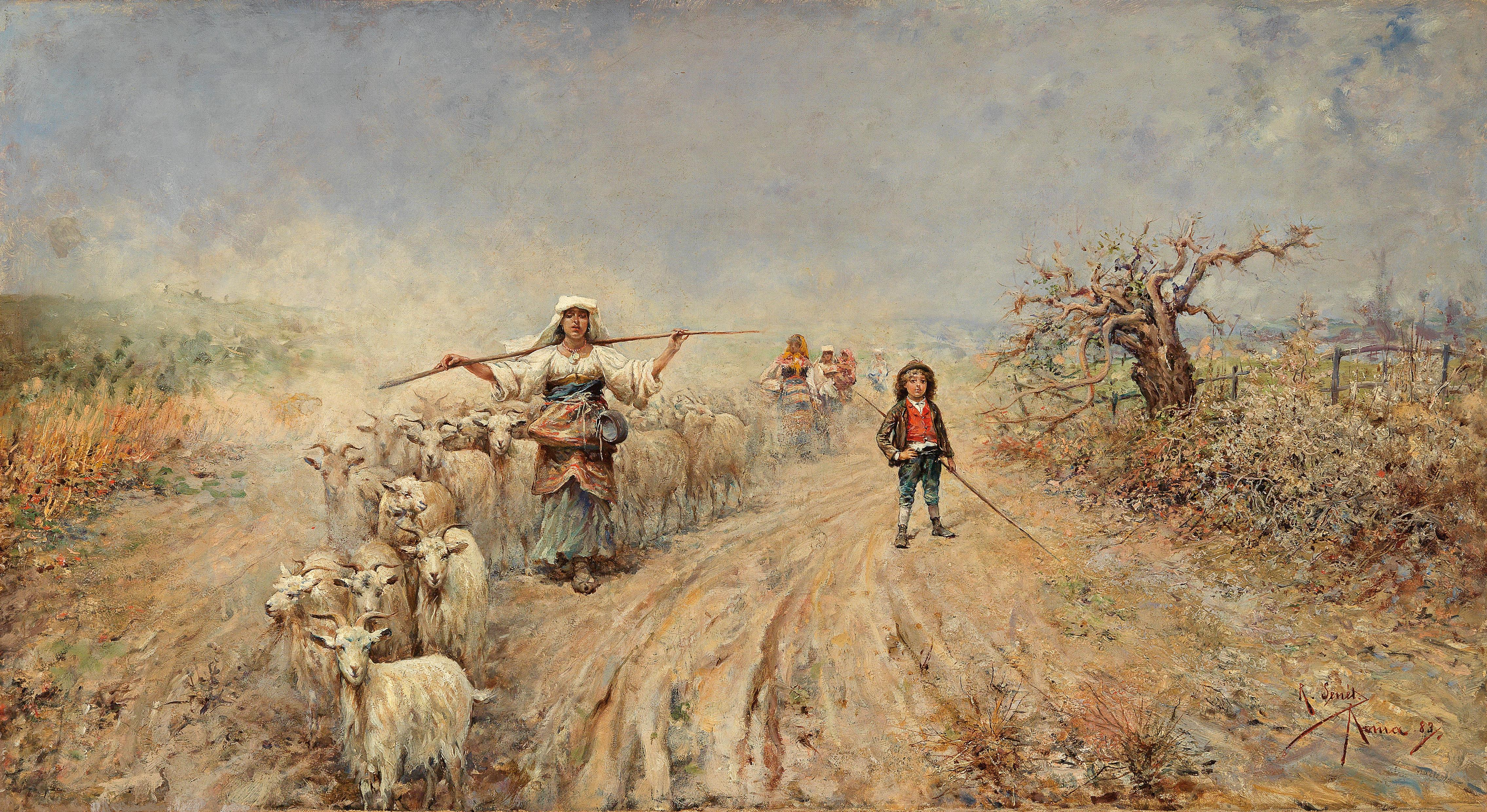
Rückkehr der Herde

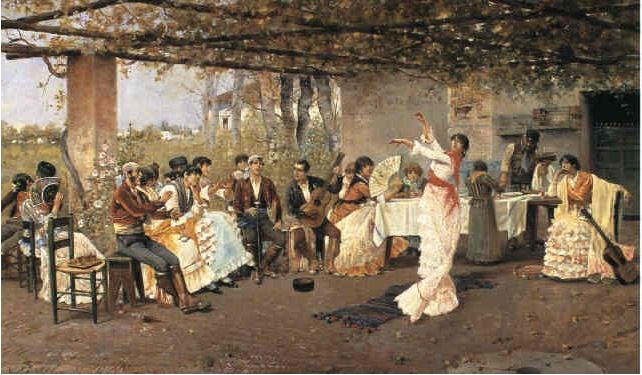
In der Taverne

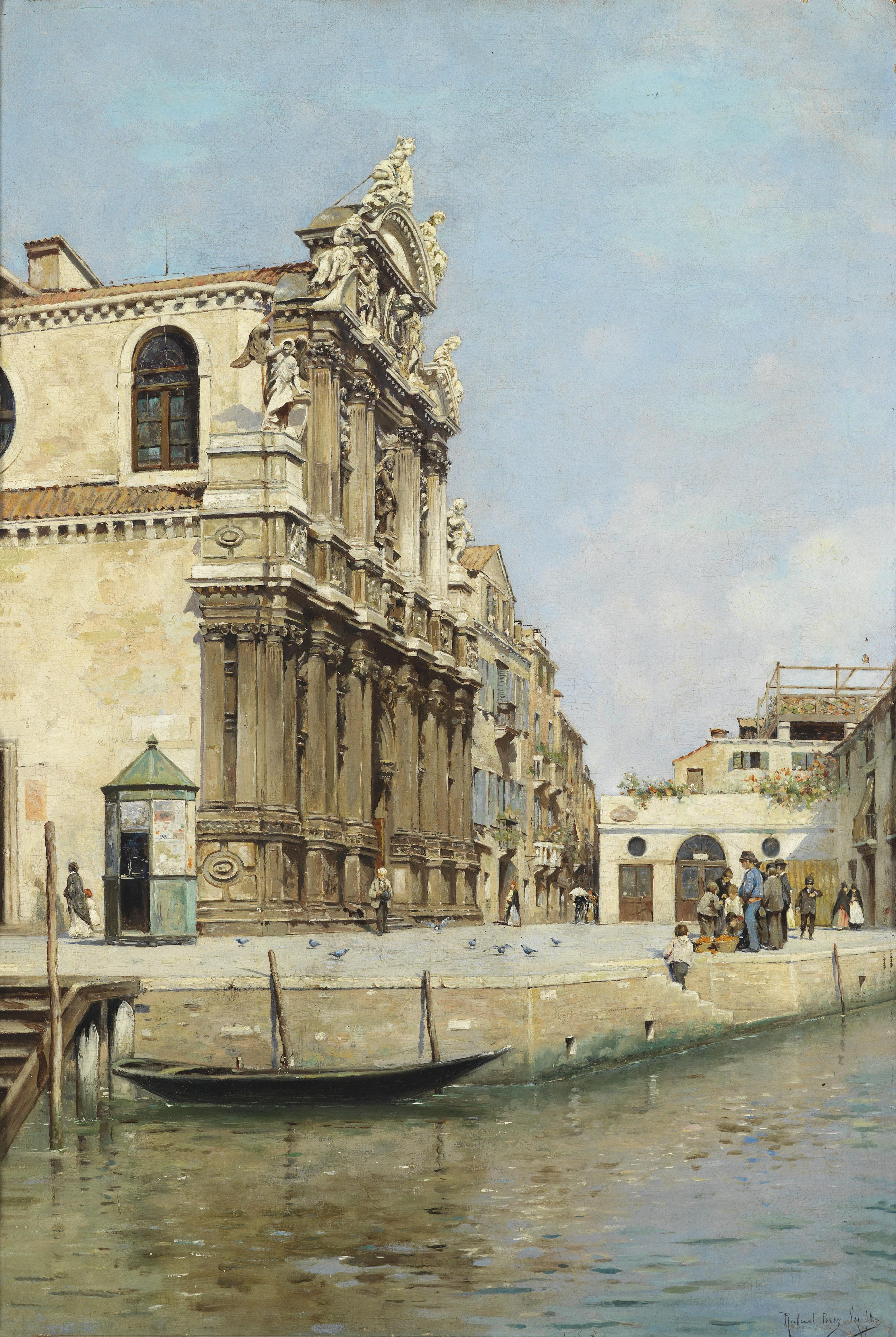
Obstverkäufer vor Santa Maria del Giglio in Venedig

Rafael Senet Pérez (* 7. Oktober 1856 in Sevilla; † 1926 ebendort), auch Rafael Senet y Pérez, war ein spanischer Maler und Aquarellist, der vor allem für seine orientalistischen, Costumbrismo- und Genrebilder bekannt wurde. 

## Leben
Nach einer ersten Zeit im Atelier von Teodoro Aramburu begann er ein Kunststudium an der örtlichen Real Academia de Bellas Artes de Santa Isabel de Hungría unter anderem bei Joaquin Dominguez Bécquer und Eduardo Cano.
Nach einem kurzen Aufenthalt in Madrid im Jahr 1880 und dank der finanziellen Unterstützung durch den Bankier Ramón de Ibarra unternahm Senet Peréz im Folgejahr eine Studienreise nach Rom, wo er mit der Kunst von José Villegas Cordero in Kontakt kam. Im Anschluss führten ihn weitere Reisen durch Italien, nach Neapel und nach Venedig, wo er während seines ausgedehnten Aufenthalts zahlreiche lichte Veduten anfertigte, die denen Federicos del Campo ähneln. 1890 kehrte er nach Sevilla, wo er zusammen mit Sánchez Perrier y García Rodríguez im Umkreis der Alcalá de Guadaira-Schule, einer Gruppe von Landschaftsmalern um Emilio Sánchez Perrier, wirkte.
Für seine Arbeit Vuelta de la pesca en Nápoles (Die Rückkehr der Fischer in Neapel) erhielt er 1884 die Silbermedaille bei der Nationalen Ausstellung der Schönen Künste, einer wichtigen Kunstausstellung, die seit einem königlichen Erlass 1853 durch Isabella II. jährlich stattfand. Noch im selben Jahr belegte er den zweiten Platz bei einer internationalen Ausstellung in München. Er stellte auch bei der Exposición del Centro de Acuarelistas in Barcelona und der fünften Muestra Internacional de Bellas Artes im Jahr 1907 aus. 
Viele seiner Arbeiten befinden sich heute in Privatbesitz und nicht in Museen, weswegen er einem breiteren Publikum wenig bekannt ist. Die meisten Werke befinden sich in Spanien und insbesondere England, wo sie vom Londoner Händler Arthur Tooth & Sons ausgestellt und verkauft wurden. 

## Trivia
Bei Kunst + Krempel wurde 2024 ein Aquarell vorgestellt, das einen Bettelmönch in einer angedeuteten Straßenszene zeigt. Die Besitzer hatten es auf einem Flohmarkt in Metz erstanden. Herbert Giese nannte einen Schätzwert von etwa 1500 €.

## Werke (Auswahl)
- Eine Fischerin. Sevilla, Museo de Bellas Artes

Privatbesitz
- At the Park. 16 × 24 cm, Öl auf Leinwand
- Pescadora italiana. 65,5 × 54 cm, Öl auf Leinwand
- Vista de Venecia. 49,5 × 81 cm, Öl auf Leinwand
- Paisaje romano con pastora y ovejas. 57,5 × 92,5 cm, Öl auf Leinwand
- Venecia. 40 × 30 cm, Aquarell
- Veduta di Venezia. 17 × 27 cm, China-Tinte (Zeichentusche) und Wasserfarbe
- Venetian scene. 20,32 × 36,83 cm, Wasserfarbe auf Papier